# 稲荷神社 (さいたま市大宮区土手町)
稲荷神社（いなりじんじゃ）は、埼玉県さいたま市大宮区の神社。

## 歴史
創建年代は不明である。棟札によれば、現在の本殿は「天保四年（1833年）」に建てられたという。
1871年（明治4年）、近代社格制度に基づく「村社」に列せられ、1894年（明治27年）に現在地に移転した。この年に日本鉄道大宮工場（現・大宮総合車両センター）が設立され、社殿に煤煙や火の粉が降るようになったために移転したものである。1953年（昭和28年）にこれまで西向きだった社殿を南向きに改めた。

## 交通アクセス
- 大宮駅より徒歩16分。